# Chelodininae
Chelodininae is een onderfamilie van schildpadden uit de familie slangenhalsschildpadden (Chelidae). 

## Naam en taxonomie
De groep werd voor het eerst wetenschappelijk beschreven door Georg Baur in 1893.

## Taxonomie
Er zijn 44 soorten die verdeeld worden in vijf geslachten. De onderfamilie omvat de volgende geslachten, met de auteur, het soortenaantal en het verspreidingsgebied: 
| Naam                                             | Auteur                  | Soorten | Verspreidingsgebied                                                              |
| ------------------------------------------------ | ----------------------- | ------- | -------------------------------------------------------------------------------- |
| Australische slangenhalsschildpadden (Chelodina) | Fitzinger, 1826         | 17      | Azië (Nieuw-Guinea, Papoea-Nieuw-Guinea, Indonesië), Australië                   |
| Elseya                                           | Gray, 1867              | 15      | Azië (Nieuw-Guinea, Papoea-Nieuw-Guinea, Indonesië, Salomonseilanden), Australië |
| Elusor                                           | Cann & Legler, 1994     | 1       | Australië                                                                        |
| Spitskopschildpadden (Emydura)                   | Bonaparte, 1836         | 6       | Australië, Azië (Nieuw-Guinea, Indonesië)                                        |
| Myuchelys                                        | Thomson & Georges, 2009 | 4       | Australië                                                                        |
| Rheodytes                                        | Cann & Legler, 1980     | 1       | Australië                                                                        |